# Santa Maria Regina dei Minori
Santa Maria Regina dei Minori ou Igreja de Nossa Senhora Rainha dos Menores, conhecida antigamente como Corpus Christi ou Igreja de Corpus Christi, é uma igreja de Roma, Itália, localizada no rione Ludovisi, na via Sardegna. É dedicada ao Corpo de Cristo e uma igreja anexa da paróquia de San Camillo de Lellis.

## História
Esta igreja foi construída em 1904 pelo arquiteto Luigi Senigallia juntamente com o mosteiro enclausurado das irmãs clarissas capuchinhas. Elas viviam antes num convento em Santa Chiara al Quirinale, confiscado e demolido em 1886 para permitir a construção de um parque. A igreja foi dedicada em 1907 e o complexo foi finalizado em 1910.
O complexo foi fechado depois do final da Segunda Guerra Mundial pois as freiras decidiram construir um novo convento, mais moderno, em Corpus Christi alla Garbatella, deixando o complexo vazio. Os frades capuchinhos que viviam em San Lorenzo da Brindisi, nas imediações, decidiram então se mudar para lá em 1954, um movimento que terminou em 1968, quando o seminário da ordem finalmente se mudou, e o complexo tornou-se então a sede da cúria geral da ordem.
Nesta época, a igreja, que era dedicada ao Corpo de Cristo, passou a ser dedicada a Santa Maria Regina dei Minori ("Nossa Senhora Rainha dos Menores", como são chamados oficialmente os franciscanos), uma alusão a um venerado ícone abrigado em uma das capelas laterais da antiga igreja capuchinha de Santa Maria della Concezione dei Cappuccini.
Foi construída em estilo neorromânico com uma planta de nave única.